# Saint-Antoine-l'Abbaye
Saint-Antoine-l'Abbaye este o comună în departamentul Isère din sud-estul Franței. În 2009 avea o populație de 1.000 de locuitori.

## Evoluția populației
| An        | 1975 | 1982 | 1990 | 1999 | 2006 | 2009  |
| --------- | ---- | ---- | ---- | ---- | ---- | ----- |
| Populație | 766  | 779  | 873  | 910  | 959  | 1.000 |